# Cautethia simitia
Cautethia simitia là một loài bướm đêm thuộc họ Sphingidae. Nó được Schaus miêu tả năm 1932. Nó được tìm thấy ở Colombia.
Con trưởng thành có thể bay làm nhiều đợt và nectar at flowers.
Ấu trùng có thể ăn Rubiaceae.